# Capitan Mutanda contro i gabinetti parlanti
Capitan Mutanda contro i gabinetti parlanti (Captain Underpants and the Attack of the Talking Toilets) è il secondo capitolo della serie per ragazzi dedicata a Capitan Mutanda, scritta e disegnata da Dav Pilkey.

## Trama
Alla scuola elementare Gabriele de' Amicis di Piqua viene organizzato un concorso di scienze, in cui i concorrenti presentano le loro invenzioni amatoriali. I due amici George Beard e Harold Hutchins vorrebbero partecipare, perché il vincitore sarà direttore della scuola per un giorno, ma siccome l'anno prima hanno combinato una burla delle loro con della supercolla, il signor Grugno, il preside, li esclude dalla competizione. I due ragazzini decidono allora di manomettere le invenzioni degli altri concorrenti, ma siccome sul posto è presente il loro compagno di classe Melvin Sneedly, lasciano stare solo la sua geniale invenzione, PATTI 2000, in cambio del suo silenzio. A causa degli scherzi il concorso finisce in un disastro, e Melvin fa la spia, denunciando George e Harold al preside, che li mette in punizione. I due amici riescono però con un trucco ad abbreviare il castigo e, di nuovo liberi, si mettono al lavoro sull'ultimo episodio del loro fumetto amatoriale, in cui il loro supereroe Capitan Mutanda affronta dei malefici gabinetti animati. Decidono quindi di farne delle fotocopie e utilizzano a tale scopo la PATTI 2000, l'invenzione di Melvin. Solo che PATTI 2000 non è una fotocopiatrice normale e prontamente i mostri disegnati sul fumetto escono dalla macchina vivi e famelici. La scuola viene invasa, e nel mentre uno schiocco di dita trasforma il signor Grugno in Capitan Mutanda. George, Harold e il loro supereroe dovranno quindi vedersela contro l'esercito di gabinetti mutanti e il loro terribile boss, il Turbo Gabinetto 2000..

## Personaggi
Personaggi principali
- Giorgio Giorgis
- Carlo De Carlis
- Signor Grugno/Capitan Mutanda

Personaggi minori
- Mariolino Atomo
- Robot Sturagabinetti

Antagonisti
- Turbo Gabinetto 2000
- Gabinetti Parlanti

## Edizioni
- Dav Pilkey, Capitan Mutanda contro i gabinetti parlanti, traduzione di Livia Cosi, Piemme Edizioni, 2001,  p. 144, ISBN 978-88-384-6065-4.